# Salgesch
Salgesch is een gemeente en plaats in het Zwitserse kanton Wallis, en maakt deel uit van het district Leuk.
Salgesch telt 1.399 inwoners.